# Медолиз довгодзьобий
Медоли́з довгодзьобий (Melilestes megarhynchus) — вид горобцеподібних птахів родини медолюбових (Meliphagidae). Мешкає на Новій Гвінеї та на сусідніх островах. Це єдиний представник монотипового роду Медолиз (Melilestes).

## Підвиди
Виділяють два підвиди:
- M. m. vagans (Bernstein, 1864) — північ Нової Гвінеї, острови Батанта, Вайгео і Япен;
- M. m. megarhynchus (Gray, GR, 1858) — захід, південь і схід Нової Гвінеї, острови Салаваті[en], Місоол і Ару.

## Поширення і екологія
Довгодзьобі медовчики живуть у вологих рівнинних і гірських тропічних лісах.